# سينما خليجية
السينما الخليجية أنتجت عدة أفلام مشتركة، وتعتبر السينما الإمارتية، الأولى في السينما الخليجية،    فتوجد في الامارت أكثر من 200 صالة عرض سينمائية، وفيها أكبر سينما في الشرق الأوسط، التي تقع في دبي مول.
وتعتبر قطر الثانية في السينما الخليجية، وتتعتبر مدينة الدوحه المركز الرئيسي للسينما القطريه وذلك لوجود العديد من المخرجين السينمائين المتميزين فيها، وأيضا تصور العديد من الأفلام من الدول الأخرى في لؤلؤة قطر ووخصوصا من السينما السعودية والسينما المصرية.
وتعتبر السينما الكويتية من أقدم السينمات في الخليج العربي، كانت السينما الكويتية تحتل المركز الأول في السينما الخليجية لكنها تراجعت في الآونة الأخيرة لتحل في المركز الثالث.
ولا ننسى أهمية السينما البحرينيه والسينما العمانية في المنطقة، وهي تعد ضعيفة مقارنة بالأخرى، وتعد السينما السعودية من أضعف السينمات في الخليج، لإن القانون فيها لا يسمح بالعرض داخل المملكة، وجميع الأفلام تعرض في الإمارات والكويت وقطر.والبحرين وبشكل متوسط عمان
وتشهد السينما الخليجية تطورا كبيرا، فيقوم الآن إنتاج العديد من الأفلام السينمائية تتركز أغلبها في دبي، والكويت